# Le Toit
Pour plus de détails, voir Fiche technique et Distribution.
Le Toit (titre original : Il tetto) est un film italien réalisé par Vittorio De Sica, en coproduction avec la France et sorti en 1956.

## Synopsis
Un jeune couple, Luisa et Natale, excédés de vivre dans la promiscuité et sans intimité, décident de quitter l'univers familial et de chercher un logement. Ils échouent dans un bidonville. Là, s'ils parviennent à se construire un toit, en une nuit, et à l'insu des autorités, ils ne pourront plus être expulsés. Avec l'aide de voisins et d'amis, ils tentent d'arriver à leurs fins...

## Fiche technique
- Titre du film : Le Toit
- Titre original : Il tetto
- Réalisation : Vittorio De Sica
- Assistante réalisatrice : Luisa Alessandri
- Scénario : Cesare Zavattini
- Directeur de la photographie : Carlo Montuori - Noir et blanc
- Cameraman : Goffredo Bellisario
- Musique : Alessandro Cicognini, dirigée par Franco Ferrara
- Montage : Eraldo Da Roma
- Décors : Gastone Medin
- Costumes : Fabrizio Carafa
- Ingénieurs du son : Kurt Doubravsky, Emilio De Rosa
- Producteur : Vittorio De Sica / Producteur associé : Marcello Girosi
- Sociétés de production : De Sica Produzione - Titanus
- Sociétés de distribution : Titanus, Les Films Marceau
- Pays :  Italie
- Durée : 96 minutes
- Sortie : 
  -  Italie 6 octobre 1956
  -  France 23 novembre 1956
- Affiche : Jacques Bonneaud (France)

## Distribution
- Gabriella Pallotta : Luisa Pilon, 18 ans, une petite bonne qui épouse un jeune maçon
- Giorgio Listuzzi : Natale Pilon, le jeune maçon qui l'épouse
- Gastone Renzelli : Cesare, maître maçon, le beau-frère de Natale au caractère emporté
- Maria Di Rollo : Gina, une petite bonne, l'amie de Luisa
- Maria Di Fiori : Giovanna, la femme de Cesare qui attend son quatrième enfant
- Angelo Bigioni : le commandant Baj, un officier dont Luisa est la bonne
- Luciano Pigozzi : le banlieusard arrogant
- Ferdinando Gerra : Francesco
- Carolina Ferri : la femme de Francesco
- Aldo Boi : Luigi
- Giuseppe Martini : le père de Luisa
- Emilia Martini : la mère de Luisa
- Maria Sittore : Signora Pilon, la mère de Natale
- Angelo Visentin : Antonio Pilon, le père de Natale
- Luisa Alessandri : Signora Baj

## Distinctions
Le film a été présenté en sélection officielle en compétition au Festival de Cannes 1956 où il a reçu le Prix de l'Office catholique (OCIC).
Il a également reçu Ruban d'argent 1957 du cinéma italien pour le scénario.